# بایرن‌لیگا
بایرن‌لیگا (ترجمه از آلمانی: لیگ باواریا) بالاترین سطح لیگ فوتبال آماتور و دومین لیگ برتر فوتبال دسته دوم آلمان (پایین تر از رجیونالیگا بایرن) در ایالت بایرن (آلمانی: Bayern) و سیستم لیگ فوتبال باواریا است. این لیگ یکی از چهارده اوبرلیگای فوتبال آلمان بود که سطح پنجم فوتبال آلمان را شامل می‌شدند. تا معرفی لیگا ۳ آلمان در سال ۲۰۰۸، این لیگ یکی از زیرمجموعه‌های فوتبال دسته چهارم آلمان بود.